# Club Atlético de Madrid 1958-1959
Questa voce raccoglie le informazioni riguardanti il Club Atlético de Madrid nelle competizioni ufficiali della stagione 1958-1959.

## Stagione
Nella stagione 1958-1959 i colchoneros, allenati da Ferdinand Daučík, terminano la stagione al quinto posto. In Coppa del Generalísimo l'Atlético Madrid fu invece eliminato ai quarti di finale dal Valencia. In Coppa dei campioni, alla prima partecipazione, l'Atlético raggiunge le semifinali dove viene sconfitto dai concittadini del Real Madrid dopo uno spareggio. Inoltre, la vittoria per 8-0 sul Drumcordia al primo turno è quella col più ampio scarto di reti mai realizzata dal club in competizioni europee.

## Maglie e sponsor
| Manica sinistra · Manica sinistra · Maglietta · Maglietta · Manica destra · Manica destra · Pantaloncini · Calzettoni |

## Rosa
| N. |                      | Ruolo | Calciatore           |
| -- | -------------------- | ----- | -------------------- |
| -  | Spagna (bandiera)    | P     | Manuel Pazos         |
| -  | Argentina (bandiera) | P     | Edgardo Madinabeytia |
| -  | Spagna (bandiera)    | D     | Luis Rusiñol         |
| -  | Spagna (bandiera)    | D     | Chuzo                |
| -  | Paraguay (bandiera)  | D     | Heriberto Herrera    |
| -  | Spagna (bandiera)    | D     | Feliciano Rivilla    |
| -  | Spagna (bandiera)    | D     | Alberto Callejo      |
| -  | Spagna (bandiera)    | D     | Verde                |
| -  | Spagna (bandiera)    | C     | José Rives Flores    |
| -  | Spagna (bandiera)    | C     | Enrique Collar       |
| -  | Spagna (bandiera)    | C     | Mendiondo            |

| N. |                       | Ruolo | Calciatore              |
| -- | --------------------- | ----- | ----------------------- |
| -  | Spagna (bandiera)     | C     | Joaquín Peiró           |
| -  | Argentina (bandiera)  | C     | Adalberto               |
| -  | Ungheria (bandiera)   | C     | József Csóka            |
| -  | Spagna (bandiera)     | C     | Ignacio Irusquieta      |
| -  | Ungheria (bandiera)   | C     | Peter Ilku Kampfl       |
| -  | Portogallo (bandiera) | A     | Jorge Alberto Mendonça  |
| -  | Spagna (bandiera)     | A     | Miguel González Pérez   |
| -  | Spagna (bandiera)     | A     | Agustín Sánchez Quesada |
| -  | Brasile (bandiera)    | A     | Vavá                    |
| -  | Spagna (bandiera)     | A     | Rafa                    |

## Risultati

### Coppa del Generalísimo
| Arbitro: | Gabriel Martorell Mir |

|                                                         |           |             |
| Peiró 30’ Agustín 50’ (rig.) Rives 60’, 70’ Rivilla 80’ | Marcatori | 40’ Pascual |

| Arbitro: | Rafael García Fernández |

|                        |           |  |
| Arbulu 11’ Pascual 15’ | Marcatori |  |

| Arbitro: | José Ruiz Casasola |

|             |           |  |
| Aguirre 11’ | Marcatori |  |

| Arbitro: | Daniel María Zariquiegui Izco |

|                                                |           |           |
| Chuzo 12’ Agustín 38’, 71’ Collar 40’ Rafa 82’ | Marcatori | 64’ Muñoz |

| Arbitro: | Lucas Saz Olmedo |

|                              |           |          |
| Tercero 83’ Verde 90’ (aut.) | Marcatori | 14’ Rafa |

| Arbitro: | José Manuel Castiñeiras Díaz |

|           |           |                                   |
| Peiró 79’ | Marcatori | 14’ Mañó 26’ Aveiro 88’ Ricardito |

### Coppa dei Campioni
| Arbitro: | Giulio Campanati |

|                                                              |           |  |
| Peiró 4’, 52’ Vavá 7’, 62’ Collar 56’, 77’ Mendonça 64’, 69’ | Marcatori |  |

| Arbitro: | Giulio Campanati |

|                   |           |                                              |
| Fullam 51’ (rig.) | Marcatori | 15’, 67’ Peiró 18’ Csóka 46’ Collar 85’ Vavá |

| Arbitro: | Paul Wyssling |

|                    |           |              |
| Vavá 60’ Peiró 79’ | Marcatori | 77’ Dimitrov |

| Arbitro: | Paul Wyssling |

|               |           |  |
| Panajotov 64’ | Marcatori |  |

| Arbitro: | Daniel Mellet |

|                                   |           |           |
| Vavá 42’, 108’ (rig.) Callejo 99’ | Marcatori | 17’ Janev |

| Arbitro: | Antonio Moriconi |

|                                 |           |  |
| Vavá 47’ González 73’ Peiró 90’ | Marcatori |  |

| Arbitro: | Leo Horn |

|          |           |          |
| Nowak 1’ | Marcatori | 90’ Vavá |

| Arbitro: | John Mowatt |

|                            |           |           |
| Rial 15’ Puskás 33’ (rig.) | Marcatori | 13’ Chuzo |

| Arbitro: | Reg Leafe |

|            |           |  |
| Collar 43’ | Marcatori |  |

| Arbitro: | Arthur Edward Ellis |

|                           |           |            |
| Di Stéfano 16’ Puskás 42’ | Marcatori | 18’ Collar |

## Statistiche

### Statistiche di squadra
| Competizione           | Punti | Totale | Totale | Totale | Totale | Totale | Totale | DR  |
| Competizione           | Punti | G      | V      | N      | P      | Gf     | Gs     | DR  |
| ---------------------- | ----- | ------ | ------ | ------ | ------ | ------ | ------ | --- |
| Primera División       | 32    | 30     | 13     | 6      | 11     | 58     | 48     | +10 |
| Coppa del Generalísimo | -     | 6      | 2      | 0      | 4      | 12     | 9      | +3  |
| Coppa del Campioni     | -     | 10     | 6      | 1      | 3      | 28     | 10     | +18 |
| Totale                 | 32    | 46     | 21     | 7      | 19     | 98     | 67     | +31 |